# Mulopo Kudimbana
Nicaise Mulopo Kudimbana, né le 21 janvier 1987 à Bruxelles, en Belgique est footballeur international congolais évoluant au poste de gardien de but au KVC Sint-Eloois-Winkel. Il possède aussi la nationalité belge.

## Biographie
Né en Belgique, il opte pour la sélection congolaise en 2008 dans le but de porter le maillot des Léopards.

## Palmarès

### En club
Vierge

### En sélection
- RD Congo
  - Coupe d'Afrique des nations :
    - Troisième : 2015.